# István Rácz (překladatel)
István Rácz (11. července 1908, Trebišov – 13. prosinec 1998, Helsinky) byl maďarský badatel, fotograf, novinář, polyglot, překladatel a publicista působící většinu života ve Finsku. Publikoval též pod pseudonymy: István Balogh a István Barkóczy (parafa: kócz).

## Biografie
Narodil se roku 1908 do maďarské rodiny v Trebišově, který byl tehdy součástí Uherska. V roce 1926 odmaturoval v Sárospataku, roku 1931 získal vysokoškolský diplom z učitelství italštiny, latiny a řečtiny na Univerzitě Loránda Eötvöse (ELTE) v Budapešti. V roce 1933 byl odsouzen. Emigroval do Československa, kde pod pseudonymem István Barkóczy působil jako redaktor maďarskojazyčného komunistického tisku Munkás (Dělník), později Magyar Nap (Maďarský den), a také jako korektor a překladatel v nakladatelství Prager. V roce 1938 přesídlil do Finska, kde se živil jako fotograf pro časopisy a noviny. Po vypuknutí finsko–sovětské tzv. zimní války, se přihlásil k finským ozbrojeným silám jako dobrovolník. Do bojových akcí se dostal až v průběhu pokračovací války. V téže době uzavřel sňatek s finskou umělkyní Annou-Marií (Maijo) Lipsonen, se kterou se přestěhoval v roce 1943 do Maďarského království, kde byl Rácz soudně omilostněn. Několik let pracoval jako učitel, mezi lety 1954 a 1956 působil na generálním ředitelství státního nakladatelství. Po krvavém potlačení maďarského protikomunistického povstání na podzim 1956 se manželé vrátili do Finska, ačkoliv v průběhu 60. let 20. století žili několik let i ve Švýcarsku. Ve Finsku Rácz působil jako fotograf, badatel v oblasti kultury ugrofinských národů a překladatel z finštiny do maďarštiny: mimo jiné přeložil národní epos Kalevala (který dokonce ilustroval barevnými obrázky převzatými z archeologických nálezů), sbírku národních písní Kanteletar a i první finský román Sedm bratří.

## Soukromý život
Ráczova manželka Annou-Marií (Maijo) Lipsonen byla velmi talentovanou umělkyní. V Maďarsku studovala keramiku a sochařství. Těchto oborů se však musela vzdát po dramatickém zhoršení zraku, coby následku nemoci. Z toho důvodu začala při pobytu ve Švýcarsku vyrábět koberce a časem se vypracovala na uznávanou textilní umělkyni.
Manželé Ráczovi ve společné závěti odkázali velkou část svého majetku finskému Národnímu muzeu, maďarskému institutu Helsinské univerzity a Sibeliově akademii.
István Rácz odešel v roce 1974 do penze. Dne 13. prosince 1998 byl účastníkem autonehody v Helsinkách, na jejíž následky zemřel ve věku 90 let.

## Cena Istvána Rácze
Ve Finsku a v Maďarsku se každoročně uděleluje Cena Istvána Rácze osobám, které významně přispěli k prohloubení kulturních vztahů mezi oběma zmíněnými národy a státy. Ve Finsku cenu uděluje Finsko–maďarská společnost (Suomi–Unkari–seura).

## Dílo
- Olin Suomessa 1940 : unkarilaisen sanomalehtimiehen näkemyksiä; z německého rukopisu do finštiny přeložil Werner Anttila. Karisto, Hämeenlinna, 1941.
- Karjalában harcoltam; Turul, Budapest, 1944 (Magvető könyvtár).
- Ilyenek a finnek; Misztótfalusi, Budapest, 1944.
- Suomen keskiajan taideaarteita; editorka Riitta Pylkkänen. Otava, Helsinki, 1960.
- Kivikirves ja hopearisti : Suomen esihistorian taideaarteita. Otava, Helsinki, 1961.
- Värikäs Suomi. Otava, Helsinki, 1961.
- Suomen kansantaiteen aarteita; editor Niilo Valonen. Otava, Helsinki, 1963.
- Suomen renessanssin ja barokin taideaarteita; editor Nils Cleve. Otava, Helsinki, 1967.
- Suomen rokokoon ja uusklassismin taideaarteita; editor Nils Cleve. Otava, Helsinki, 1968.
- Lohjan kirkko. Otava, Helsinki, 1970.
- Norjan keskiajan taideaarteita. Otava, Helsinki, 1971.
- Suomen ortodoksisen kirkon taideaarteita Kuopion ortodoksisessa kirkkomuseossa. Otava, Helsinki, 1971.
- Suomen taiteen kultakausi 1860-1930; editor Sakari Saarikivi. Otava, Helsinki, 1971.
- Turun linna / Åbo slott ; editor Carl Jacob Gardberg. Otava, Helsinki, 1971.
- Saamelaista kansantaidetta. Otava, Helsinki, 1972.
- Perun taide. Otava, 1975.
- Karjalan kukkiva puu : Eva Ryynänen ja hänen taiteensa. Kirjapaja, Helsinki, 1977.
- Suomalais–ugrilaista kansantaidetta. Otava, Helsinki, 1977.
- Suomen taidetta 1940-1975 ; tekijät István Rácz, Leena Peltola. Otava, Helsinki, 1977.
- Michelangelo - kuvanveistäjä, maalari, runoilija. Otava, Helsinki, 1980.
- Renessanssin Englantia Holbein nuoremman piirrosten ja Shakespearen sonettien kuvaamana. Otava, Helsinki, 1982.
- Viikinkien perintö (A vikingek öröksége). Otava, Helsinki, 1984.
- Egy fotográfus vallomásai. Önéletrajzi fotóalbum; Békés Megyei Tanács, Békéscsaba, 1988 (Fekete könyvek kultúrtörténeti sorozat).
- A Semmi partján; Magvető, Budapest, 1991.
- Csöndes vizeken; Valo-Art, Tahitótfalu, 1998 (Polar könyvek).

### Překlady do maďarštiny
- Aleksis Kivi: A hét testvér; překlad István Rácz, překlad básní Géza Képes; Új Magyar Kiadó, Budapest, 1955.
- Kanteletár; překlad Rácz István; Magvető, Budapest, 1956.
- Maiju Lassila: A kölcsönkért gyufa. Kalandos történet az Ezer tó országából; překlad István Rácz; Magvető, Budapest, 1956 (Vidám könyvek).
- Bolondfalva. Finn népmesék; překlad István Rácz; Ifjúsági, Budapest, 1956 (Kispajtások mesekönyve).
- Maiju Lassila: Fiúk a tilosban; Móra, Budapest, 1957.
- Kalevala; překlad István Rácz; Európa, Budapest, 1980.
- A csodamalom. Mesék a Kalevalából; přepracoval Ákos Koczogh, původní překlad veršů István Rácz; Móra, Budapest, 1985.
- Fényes telihold. Négy évszak Nipponban. Haikuk és tankák; vál., ford., előszó Rácz István; Kozmosz Könyvek, Budapest, 1988.
- Kanteletár; překlad István Rácz, editor István Nyirkos: Lönnrot és a Kanteletár; 4. rozšířené vydání; KLTE, Debrecen, 1990. (Folklór és etnográfia)
- Lassi Nummi: Requiem; překlad István Rácz; Valo-Art Bt., Budapest, 1998
- Kalevala; az illusztrációkat Rácz István fordítása ihlette, vál. Szabó László, metszetek Ács Mónika et al.; AGK, Budapest, 2000.
- Matti Vainio: Finnország hajnalán; překlad Kinga Marjatta Pap, Kalevala překlad István Rácz; ELTE – Tillinger Péter, Budapest–Szentendre, 2010.

## Ocenění
Za svou práci získal řadu finských a maďarských vyznamenání.
- Maďarsko: Cena ministerstva školství (1969)
- Finsko: Kulturní cena, Kalevalaseura (1977)
- Maďarsko: Státní překladatelská cena (1985)